# Švédsko na Letních olympijských hrách 1956
Švédsko na Letních olympijských hrách 1956 v Melbourne reprezentovalo 88 sportovců, z toho 74 mužů a 14 žen. Nejmladším účastníkem byla Karin Larsson (15 let, 97 dní), nejstarší pak Lars Thorn (52 let, 62 dní). Reprezentanti vybojovali 16 medaile z toho 5 zlatých, 5 stříbrných a 6 bronzových.

## Medailisté
| Medaile | Jméno                                                                                     | Sport                | Disciplína                                                |
| ------- | ----------------------------------------------------------------------------------------- | -------------------- | --------------------------------------------------------- |
| Zlato   | Gert Fredriksson                                                                          | Kanoistika           | Muži K1 1000 m                                            |
| Zlato   | Gert Fredriksson                                                                          | Kanoistika           | Muži K1 10000 m                                           |
| Zlato   | Lars Hall                                                                                 | Moderní pětiboj      | Muži jednotlivci                                          |
| Zlato   | Hjalmar Karlsson Sture Stork Lars Thörn                                                   | Jachting             | Muži třída 5½ m Class                                     |
| Zlato   | Leif Wikström Folke Bohlin Bengt Palmquist                                                | Jachting             | Muži třída Dragon Class                                   |
| Stříbro | Karin Lindbergová Ann-Sofi Pettersson Eva Rönström Evy Berggren Doris Hedberg Maud Karlén | Sportovní gymnastika | Družstva žen – společné sestavy s náčiním                 |
| Stříbro | Sven Gunnarsson Olle Larsson Ivar Aronsson Gösta Eriksson Bertil Göransson                | Veslování            | Muži čtyřka s kormidelníkem                               |
| Stříbro | Olof Sköldberg                                                                            | Sportovní střelba    | Muži 100 m běžící jelen, jeden výstřel dvě střelby        |
| Stříbro | Edvin Vesterby                                                                            | Zápas                | řecko-římský do 57 kg                                     |
| Stříbro | William Thoresson                                                                         | Sportovní gymnastika | Muži prostná                                              |
| Bronz   | John Ljunggren                                                                            | Atletika             | Muži chůze 50 km                                          |
| Bronz   | Ann-Sofi Pettersson                                                                       | Sportovní gymnastika | Ženy přeskok                                              |
| Bronz   | John Sundberg                                                                             | Sportovní střelba    | Muži 50 metrů libovolná malorážka 3×40 ran polohový závod |
| Bronz   | Per Gunnar Berlin                                                                         | Zápas                | řecko-římský do 78 kg                                     |
| Bronz   | Rune Jansson                                                                              | Zápas                | řecko-římský do 87 kg                                     |
| Bronz   | Karl-Erik Nilsson                                                                         | Zápas                | řecko-římský do 97 kg                                     |